# Pedro Regueiro
Pedro Regueiro Pagola (* 19. Dezember 1909 in Irún; † 6. Dezember 1995) war ein spanischer Fußballspieler baskischer Herkunft, der meistens im Mittelfeld agierte. Er ist der ältere Bruder der Fußballspieler Luis und Tomás Regueiro.

## Biografie
Pedro Regueiro begann seine Fußballkarriere in Diensten seines Heimatvereins Real Unión Irún und wechselte später über Betis Sevilla zu Real Madrid.
Bedingt durch den 1936 ausgebrochenen Spanischen Bürgerkrieg war der Spielbetrieb der spanischen Liga für drei Jahre unterbrochen und daher trat der gebürtige Baske und fünfmalige spanische Nationalspieler der Baskischen Fußballauswahl bei, die zwischen 1937 und 1939 für zwei Jahre auf Welttournee ging. In der Saison 1938/39 spielte diese Mannschaft unter der Bezeichnung Euzkadi in der mexikanischen Liga, wo sie Vizemeister hinter dem CF Asturias wurde. Mit Beginn der Saison 1939/40 spielte Pedro Regueiro mit seinem Bruder Luis bei den Asturianos, erzielte zunächst aber weit weniger positive Ergebnisse und trat in der Saison 1941/42 für die UD Moctezuma an. Doch in der Saison 1943/44 wurde er mit Asturias, und gemeinsam mit seinem anderen Bruder Tomás, erster Meister der neu eingeführten mexikanischen Profiliga. Unmittelbar nach diesem Triumph beendete Pedro Regueiro seine aktive Karriere.

## Erfolge
- Mexikanischer Meister: 1943/44